# Мелита (Манитоба)
Мелита (енгл. Melita) је малена варош на крајњем југозападу канадске провинције Манитоба и део је географско-статистичке регије Вестман. Варошица лежи на левој обали реке Сурис на раскрсници провинцијских друмова 3 и 83. Граница са америчком савезном државом Северном Дакотом је свега 33 км јужније, док је 37 км западније административна граница са Саскачеваном. Административни центар провинције град Винипег удаљен је 320 км североисточно.
Насеље је основано 1879. у плодној прерији, а име Мелита потиче од застарелог назива за медитеранско острво Малту на које се искрцао апостол Павле након бродолома. Насеље је 1902. добило статус села, а већ 1906. и статус вароши.
Према резултатима пописа становништва из 2011. у варошици је живело 1.069 становника у 539 домаћинства, што је за 1,7% више у односу на 1.051 житеља колико је регистровано
приликом пописа 2006. године.
Привреда варошице почива на развијеној пољопривреди, а у близини вароши налази се и мањи аеродром.

## Становништво
| 2011. |
| ----- |
| 1.069 |